# Rodinov
Rodinov település Csehországban, a Pelhřimovi járásban. Rodinov Žďár, Lhota-Vlasenice, Kamenice nad Lipou és Žirovnice településekkel határos. Lakosainak száma 229 fő (2024. január 1.).

## Népesség
A település lakosságának változását az alábbi diagram mutatja:
| Lakosok száma | 375  | 349  | 338  | 195  | 200  | 215  | 221  | 225  | 212  | 229  |
|               | 1869 | 1900 | 1921 | 1961 | 1980 | 2011 | 2016 | 2019 | 2021 | 2024 |